# Campos Elíseos (bairro de São Paulo)
Campos Elíseos é um bairro da cidade de São Paulo localizado no distrito de Santa Cecília, região central. Foi o primeiro bairro nobre e planejado da cidade, onde se fixaram vários dos antigos e abastados fazendeiros do café.
Nos Campos Elíseos está localizada a antiga sede do Governo do Estado de São Paulo, o Palácio dos Campos Elísios, que pertenceu anteriormente ao aristocrata e político Elias Antônio Pacheco e Chaves, localizado na antiga Alameda dos Bambus, futura Avenida Rio Branco, e que proporcionou a reutilização de suas iniciais entrelaçadas "EC" para "CE", nos portões da mansão, bem como em toda a louça, prataria, etc. do anterior proprietário. Bem como abriga a Sala São Paulo e a Estação Júlio Prestes, que foi reformada para ser a maior sala de concertos da cidade, também se localizam no bairro. É um dos bairros mais antigos da cidade e possui uma rica história que se reflete em sua arquitetura e cultura.

## História e origem do nome
O nome "Campos Elísios" é uma referência direta à famosa avenida parisiense "Champs-Élysées". Os logradouros do bairro refletem essa inspiração europeia, com ruas e avenidas que homenageiam figuras históricas e locais emblemáticos. Antes da urbanização, a área onde Campos Elíseos se localiza hoje era habitada por povos indígenas que viviam ao longo dos rios da região. Com a chegada dos colonizadores, a área permaneceu relativamente inexplorada até o século XIX, sendo uma antiga região de chácaras, uma delas a Chácara Mauá propriedade do Visconde de Mauá, que foi comprada por empresários europeus.
O bairro foi idealizado e loteado por empresários suíços no fim do século XIX, em 1878, notadamente pelo suíço Frederico Glete e o alemão Victor Nothmann, que adquiriram antiga chácara em um local conhecido como Campo Redondo e a lotearam. Para isso contrataram o arquiteto alemão Herman von Puttkamer, que desenhou o urbanismo da área. O loteamento do bairro seguiu um plano urbanístico sofisticado para a época, com ruas largas e planejadas para receber mansões. A ocupação inicial foi marcada pela construção de residências luxuosas, muitas das quais ainda existem e são protegidas como patrimônio histórico, inspirado nos "Champs-Élysées" de Paris. As ruas foram desenhadas para acomodar mansões e palacetes, atraindo as famílias mais abastadas da cidade.  Durante o Brasil República, Campos Elíseos começou a ganhar importância com a chegada das elites paulistanas advindas da produção do café, com a presença de casarões imponentes e a proximidade com o centro da cidade tornaram a região um símbolo de prestígio e poder.
A localização era privilegiada: próximo da Estação Sorocabana, inaugurada em 1878 (atual estação Estação Júlio Prestes) e da Estação da Luz e, ao mesmo tempo, não muito longe do centro da cidade, os espaçosos terrenos do loteamento eram ideais para abrigar as mansões e residências dos barões do café quando vinham à capital a negócios. O Liceu Coração de Jesus, renomada instituição pedagógica também se instalou na área. E ficava nas cercanias o principal hospital da cidade à época, a Irmandade da Santa Casa de Misericórdia de São Paulo. Algumas das ruas foram batizadas com os sobrenomes destes empresários ou em homenagem aos seus países de origem, como Alameda Glette, Alameda Nothmann, Alameda Cleveland e Rua Helvetia.
No início do século XX, os Campos Elíseos eram um bairro bastante elegante, abrigando as mansões e residências dos barões do café e a residência oficial do Presidente do Estado de São Paulo (atual governador do Estado): o Palácio dos Campos Elíseos, na Avenida Rio Branco, uma de suas vias mais importantes.
Na Revolta Paulista de 1924 o bairro foi bombardeado e durantes os combates vários pontos da cidade foram atingidos, em especial bairros operários como Mooca, Ipiranga, Brás, Belenzinho e Centro, que foram seriamente afetados pelos bombardeios.

### A crise do café e o início da decadência
A partir de década de 1930, os Campos Elíseos sofreram com o prejuízo dos barões do café que lá moravam. Com as dificuldades dos cafeicultores, e seus herdeiros que repartiam as heranças, e que optaram por mudarem para novos bairros, muitos casarões e mansões foram demolidos, cedendo espaço a prédios de apartamentos e galpões industriais. Outros continuaram de pé, sendo alugados e sublocados, transformando-se em pensões, cortiços e moradias coletivas precárias, como a Favela do Moinho.
Mas outros fatores também contribuíram para a decadência progressiva do bairro, entre as décadas de 1930 e 1990:
- A inauguração, na época com muitas críticas do jornal O Estado de S. Paulo, do antigo Terminal Rodoviário da Luz, atualmente desativado, que se instalou a poucos quarteirões do bairro, próximo à estação de trem Júlio Prestes.[14]
- A transferência da sede e da residência oficial do governador do Estado de São Paulo para o Morumbi (Palácio dos Bandeirantes), diminuindo a relativa importância política do bairro, a conservação de ruas e o policiamento em torno do governador.[15] A mudança foi causada devido a um incêndio no Palácio, por um possível curto-circuito no sistema elétrico do prédio. [16]
- A debandada da elite remanescente para os "novos bairros nobres" como Higienópolis, que oferecia inovação urbana moderna para a época pois possuiam acesso a água encanada e esgoto, evitando a proliferação de doenças, a região da Avenida Paulista e os bairros construidos com o conceito urbanístico inglês cidade-jardim, loteados pela City of São Paulo Improvements and Freehold Land Company Limited (empresa inglesa de urbanização), bairros-jardins como: Pacaembu, Alto da Lapa, Alto de Pinheiros e além da região dos Jardins. E a  crescente ocupação das áreas da várzea do Rio Tietê (Barra Funda e Bom Retiro) pela população operária, que passou a usar os Campos Elíseos como rota para alcançar o Centro e frequentar os equipamentos públicos como o Jardim da Luz e praças.[17]
- Durante a ditadura militar (1964-1985), o bairro e a região central começou a sofrer um processo de decadência e esvaziamento, com a migração das elites para outras áreas da cidade e o abandono de muitos imóveis. A redemocratização trouxe novos desafios e a necessidade de revitalização urbana, mas também marcou o início de iniciativas sociais na região. A partir da década de 1970 houve a transferência de muitos escritórios para a região da Avenida Paulista.[18]

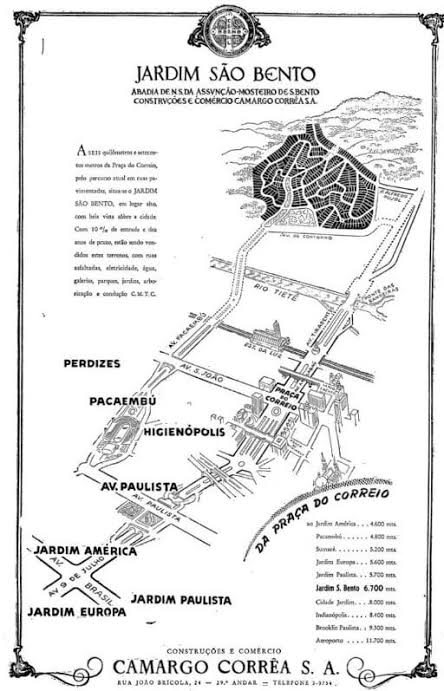
Propaganda veiculada em 1940 que mostra a distancia do Jardim São Bento (área nobre próxima ao bairro) até outros bairros-jardins: América, Paulista, Higienópolis, Perdizes e Pacaembu, o mapa não faz se quer menção ao bairro, sendo que é o elo mais curto entre as duas regiões.

- A falta de atratividade do bairro para a classe média, uma vez que a maioria dos prédios de apartamentos lá construídos, das décadas de 1930 e 1940, não possuiam garagem, pois na época poucos carros eram utilizados, nem área de lazer, pois não havia clubes locais e escolas de elite, como nos bairros nobres mais novos - Higienópolis (Centro Universitário Maria Antônia, Iate Clube de Santos, Escola Christine Yufon de etiqueta, Colégio Sion, Mackenzie College e Universidade, Fundação Armando Álvares Penteado (FAAP), Escola de Sociologia e Política de São Paulo, Colégio Rio Branco e  Clube Piratininga), Jardim América (Club Athletico Paulistano e a Sociedade Harmonia de Tênis), Pacaembu (Estádio Municipal Paulo Machado de Carvalho), Jardim Europa (Esporte Clube Pinheiros) e Cerqueira César (Colégio Dante Alighieri, Colégio Des Oiseaux, Club Homs e o São Paulo Athletic Club). As edificações permanentes passaram a ser ocupadas por famílias de renda mais modesta, que não tinham condições de conservar adequadamente os imóveis).[19][20][21]
- O elevado número de cortiços, que inibia a perspectiva de novos empreendimentos imobiliários.[3]
- A vizinhança com os bairros da Luz e Santa Ifigênia, áreas conhecidas como a Cracolândia, onde a prostituição, a marginalidade e o uso de drogas prosperavam.[3][22]

Nem a inauguração de duas estações da linha 3 do Metrô de São Paulo - Estação Santa Cecília e Estação Marechal Deodoro, durante a década de 1980, reverteu esse processo de esvaziamento.

### Anos 2000 - Início da gentrificação
Nos últimos anos, a iniciativa privada (aproveitando os 21% das 13 imóveis desvalorizados, porém com ótima infraestrutura de acesso) tem ocupado e reformado alguns casarões e edifícios antigos, como é o caso de grandes empresas como a Porto Seguro Seguros e Tejofran. Entretanto, a iniciativa privada foi proibida e as ações ainda tímidas, apesar dos projetos municipais de revitalização do centro da cidade.
Ainda é possível encontrar muitos cortiços e habitações precárias. Além disso, o bairro, por estar localizado entre a Barra Funda - onde está a oficina de reciclagem de papel Boracéa - e o centro de São Paulo, acaba por atrair catadores de papel e muitos moradores de rua que vivem desta atividade. Alguns terrenos vazios e desocupados, lindeiros à rede ferroviária da CPTM, foram ocupados por sem-terra, onde foi constituída a Favela do Moinho.
Apenas um núcleo do bairro preservou características das décadas de 1930 e 1940. Trata-se da região próxima à rua Chácara do Carvalho (antiga propriedade do Conselheiro Antônio da Silva Prado, com seu majestoso palacete), onde fica o Colégio Boni Consilii: ali ainda existem alguns poucos casarões e edifícios residenciais de porte, muitos com garagem, ocupados ainda por pessoas de classe média.

## Situação atual
Campos Elíseos desempenhou um papel central na história de São Paulo como o primeiro bairro nobre da cidade. Sua arquitetura histórica e localização central continuam a ser de grande importância cultural e urbana. Nos últimos anos, Campos Elíseos tem sido destaque na mídia por questões relacionadas à Cracolândia, uma área conhecida pelo consumo e tráfico de drogas. A região enfrenta desafios sociais significativos, que têm sido foco de reportagens e iniciativas de políticas públicas. A Cracolândia, localizada em parte do bairro, simboliza os desafios do uso de drogas e da marginalização social. A Praça Princesa Isabel e o Terminal Princesa Isabel são pontos de referência na região, com o terminal servindo como um importante hub de transporte público. Abriga uma população diversa E vulnerável, incluindo muitos imigrantes e pessoas em situação de vulnerabilidade. A pobreza é uma questão persistente, exigindo esforços contínuos de inclusão social e reurbanização.
Há planos de gentrificação e reurbanização em discussão para revitalizar Campos Elíseos, iniciativas públicas e privadas, incluindo iniciativas para atrair novos investimentos e melhorar a infraestrutura. Essas propostas buscam equilibrar a preservação do patrimônio histórico com o desenvolvimento econômico e social. O bairro é classificado pelo CRECI como "Zona de Valor D", assim como outros bairros da capital: Casa Verde, Carandiru e Brás.
O plano do governo de Tarcísio de Freitas inclui o projeto de reurbanização de Campos Elíseos, que envolve um investimento inicial estimado em R$ 4 bilhões no novo centro administrativo do Estado. O plano prevê a construção de 12 prédios que abrigarão o gabinete do governador e 28 secretarias estaduais. Para viabilizar essa construção, será necessário realocar o Terminal Princesa Isabel e desapropriar 230 imóveis residenciais na área de intervenção, com um investimento de cerca de R$ 500 milhões em desapropriações. As famílias afetadas serão compensadas por meio de indenizações ou projetos habitacionais, priorizando-as conforme o governo. O novo local do terminal ainda não foi divulgado, e o decreto de desapropriação será publicado junto ao lançamento da parceria público-privada (PPP). A Praça Princesa Isabel, pertencente à gestão municipal, poderá ser doada ao governo estadual, conforme projeto enviado à Câmara pelo prefeito Ricardo Nunes. Tarcísio assinou uma Declaração de Utilidade Pública (DUP) para a área ao redor do Palácio dos Campos Elíseos, transformando-a em zona de interesse público para o projeto da nova cidade administrativa. O objetivo é revitalizar a região central, atraindo habitação de interesse social e de médio padrão, além de transferir o comando de policiamento da capital para a área.
Apesar da construção do novo centro administrativo, o Palácio dos Bandeirantes continuará como sede do governo estadual. A proposta visa ganhos de eficiência e economia, reduzindo a área ocupada atualmente de 807 mil m² para 280 mil m². O leilão para a escolha da empresa responsável pela obra está previsto para o final de 2025, com conclusão do projeto em 2031. O projeto inclui a criação de uma esplanada entre a Praça Princesa Isabel e o Palácio dos Campos Elíseos, facilitando a integração entre órgãos estaduais e reduzindo o tempo de deslocamento. Além dos prédios administrativos, haverá restaurantes, lojas e serviços, além de moradias de médio padrão e de interesse social, estimando-se R$ 500 milhões em novos investimentos. A Fundação Instituto de Pesquisas Econômicas (Fipe) foi contratada para estruturar o projeto, e um concurso público em parceria com o Instituto dos Arquitetos do Brasil (IAB) definirá o projeto arquitetônico. O concurso, considerado o maior desde o Plano Piloto de Brasília, terá seu vencedor anunciado em agosto, com a licitação para as obras ocorrendo ainda este ano. A construção dos prédios começará em março de 2025, com previsão de entrega entre 2028 e 2029. Na nova sede administrativa, os mais de 22 mil funcionários públicos terão suas áreas de trabalho reduzidas de 35 m² para cerca de 8 m². O Palácio dos Bandeirantes continuará abrigando secretarias próximas ao governador, como Comunicação, Casa Militar e Casa Civil.
Atualmente o bairro também passa por grandes requalificações por conta da iniciativa privada. A empresa Porto, antiga Porto Seguro não desistiu do bairro e tem investido alto em aquisições de casarões do século XIX; estes imóveis são reformados e ocupados pelos escritórios da empresa. Outros investimentos expressivos da Porto são os recentes e modernos Teatro Porto Seguro e o Centro Cultural Porto Seguro, ambos na Alameda Barão de Piracicaba, 740 e 610 respectivamente que contam com instalações modernas, alta tecnologia e requinte no conteúdo apresentado. No social o Instituto Porto lançou a campanha "Campos Elíseos Mais Gentil" uma iniciativa para manutenção e preservação do bairro juntamente com a associação de moradores. Sesi/Senai/Sesc também possuem instalações de peso na região. Foi aberta uma unidade moderna do Sesc na Alameda Nothmann, 185 e Unidade Senai de Informática na Alameda Barão de Limeira, 539.
Facilidades fazem com que o bairro seja atraente a futuros moradores: muitas opções de transporte público com as estações Marcehal Deodoro e Santa Cecília da Linha 3-Vermelha do metrô, Estação Júlio Prestes da Linha 8-Diamante da CPTM, Estação Luz com as linhas Linha 1-Azul e Linha 4-Amarela do Metrô e a estação homônima das linhas Linha 7-Rubi e Linha 11-Coral da CPTM. Além da farta oferta de metrô e trem, o bairro ainda conta com o terminal de ônibus urbano Princesa Isabel, e os corredores de ônibus das avenidas São João e Rio Branco, com várias linhas de ônibus que permeiam o bairro; as instituições  culturais do bairro como a mundialmente famosa sala de concertos Sala São Paulo (Sede da OSESP), que encontra-se na Estação Júlio Prestes, o Museu da Energia que está localizado na antiga casa da família de Santos Dumont, os Tecnológicos Teatro e Centro Cultural Porto Seguro, a respeitada Faculdade Oswaldo Cruz além de escolas estaduais que estão em prédios históricos como a Conselheiro Antônio Prado que está instalada na antiga casa aristocrata da tradicional família Prado. Ainda na educação, conta com duas ETECs, escolas judaicas, católicas, municipais e estaduais. O bairro ainda possui boa infraestrutura como bancos, supermercados, farmácias, padarias, restaurantes, academias, metrô, ônibus, ciclofaixas e serviços diversos.